# Joniškis
Joniškis (pronúnciaⓘ) é uma cidade do norte da Lituânia com população estimada de 11.150. Está localizada a 40 quilômetro de Šiauliai e 14 quilômetros ao sul da divisa do país com a Letônia.

Com a Igreja da Acensão da Virgem Maria, fundada em 1901 e o complexo de duas sinagogas judaicas - a Vermelha construída em 1897 e a Branca construída em 1823, o centro da cidade adquire status de centro de arquitetura urbana.

Joniškis é um centro cultural, sendo que a cidade abriga eventos musicais e teatrais.
A linha férrea que conecta Riga até Šiauliai passa ao longo da fronteira oeste da cidade. Ao oeste da ferrovia encontram-se os jardins e cemitérios luteranos e vítimas da Segunda Guerra Mundial. Joniškis também abriga a Biblioteca Pública Municipal Jonas Avyžius.

## Nome
Joniškis é o nome lituano da cidade. Existem versões entre outras línguas que incluem: Polonês: Janiszki, Russo: Янишки Yanishki, Bielorrusso: Яні́шкі Yanishki, Iídiche: יאנישאק Yanishok, Alemão: Jonischken, Letão: Jonišķi

## História
Joniškis foi estabelecida no princípio do Século XVI. Existem menções em escritos que datam 23 de fevereiro de 1536 quando os bispos de Vilnius e Samogitia visitaram a área e encontraram pessoas que ainda praticavam paganismo. Pessoas que ainda adoravam ao deus do trovão (Perkūnas), fogo, serpentes e outras deidades pagãs. O Bispo de Vilnius batizou os populares e estabeleceram uma nova paróquia no local. Uma igreja de madeira foi construída e posteriormente a cidade foi crescendo em torno deste centro. O Bispo acabou nomeando o vilarejo com seu nome (Jonas iš Lietuvos kunigaikščių).
No final de 1941, 148 judeus foram assassinados próximo da floresta ao entorno da cidade. O restante dos judeus (homens, mulheres e crianças) foram executados na floresta em Setembro de 1941. Ao todo 493 pessoas foram assassinadas por um Einsatzgruppen de policiais de Joniškis e nacionalistas lituano supervisionado por alemães.

## Pessoas Notáveis
- Laurence Harvey[4]
- Maksimas Katche
- Charles Segal
- Andrius Šležas
- Adomas Varnas
- Benas Veikalas

## Cidades irmãs
Joniškis possui ao todo as seguinte sete cidades:
- Alūksne, Letônia
- Dobele, Letônia
- Võru, Estônia
- Konin, Polônia
- Kapyl, Bielorrússia
- Sulingen, Alemanha
- Vimmerby, Suécia

## Ligações Externas
- Sítio Oficial
- Sítio oficial dos Judeus de Joniškis assassinados durante a Segunda Guerra